# دانيلو تورك
دانيلو تورك ((بالإنجليزية: Danilo Türk)‏؛ مواليد 19 فبراير 1952) هو سياسي سلوفيني شغل منصب رئيس سلوفينيا في الفترة ما بين ديسمبر 2007 وديسمبر 2012. كان أول سفير سلوفيني لدى الأمم المتحدة من عام 1991 إلى عام 2000.

## روابط خارجية
- دانيلو تورك على موقع مونزينجر (الألمانية)